# Muro (De Baleariske Øer)
Muro er en by og kommune i det østlige Spanien på øen Mallorca i provinsen De Baleariske Øer. Den har et indbyggertal på 8.115 (2024) indbyggere.